# Sander marinus
Sander marinus és una espècie de peix de la família dels pèrcids i de l'ordre dels perciformes.

## Hàbitat
És un peix d'aigua dolça i salabrosa, bentopelàgic i de clima temperat (48°N-36°N, 27°E-56°E).

## Distribució geogràfica
Es troba als estuaris de la mar Negra i de la mar Càspia. Rarament entra als rius.